# To Travel for Evermore
To Travel for Evermore è il secondo album in studio del gruppo danese Wuthering Heights, pubblicato nel 2002 dall'etichetta Lucretia Records.

## Tracce
1. "Behind Tearstained Ice" (instrumental) – 2:15
2. "The Nevershining Stones" – 6:25
3. "Dancer in the Light" – 5:31
4. "Lost Realms" – 8:28
5. "Battle of the Seasons" (instrumental) – 8:48
6. "A Sinner's Confession" – 9:47
7. "See Tomorrow Shine" – 5:13
8. "Through Within to Beyond" – 6:52
9. "River Oblivion" – 3:54
10. "When the Jester Cries" – 6:04 (Japanese bonus-track)
11. "La Chanson De Roland" – 4:49 (Korean bonus-track)

## Formazione
- Erik Ravn – chitarra, basso, tastiere, voce
- Rune S. Brink – tastiere
- Henrik Flyman – chitarra
- Morten Sørensen – batteria
- Kristian "Krille" Andrén – voce